# Luis Tanco Argáez
Luis Tanco Argáez (1861-París, 8 de abril de 1947) fue un diplomático colombiano, miembro del Partido Conservador Colombiano. Tanco fue el firmante del Tratado Pardo-Tanco Argáez de 1904, en su calidad de ministro plenipotenciario de su país en Perú, y con el cual se buscaba frenar el conflicto limítrofe entre estos dos países.